# Otto Barth (Offizier)

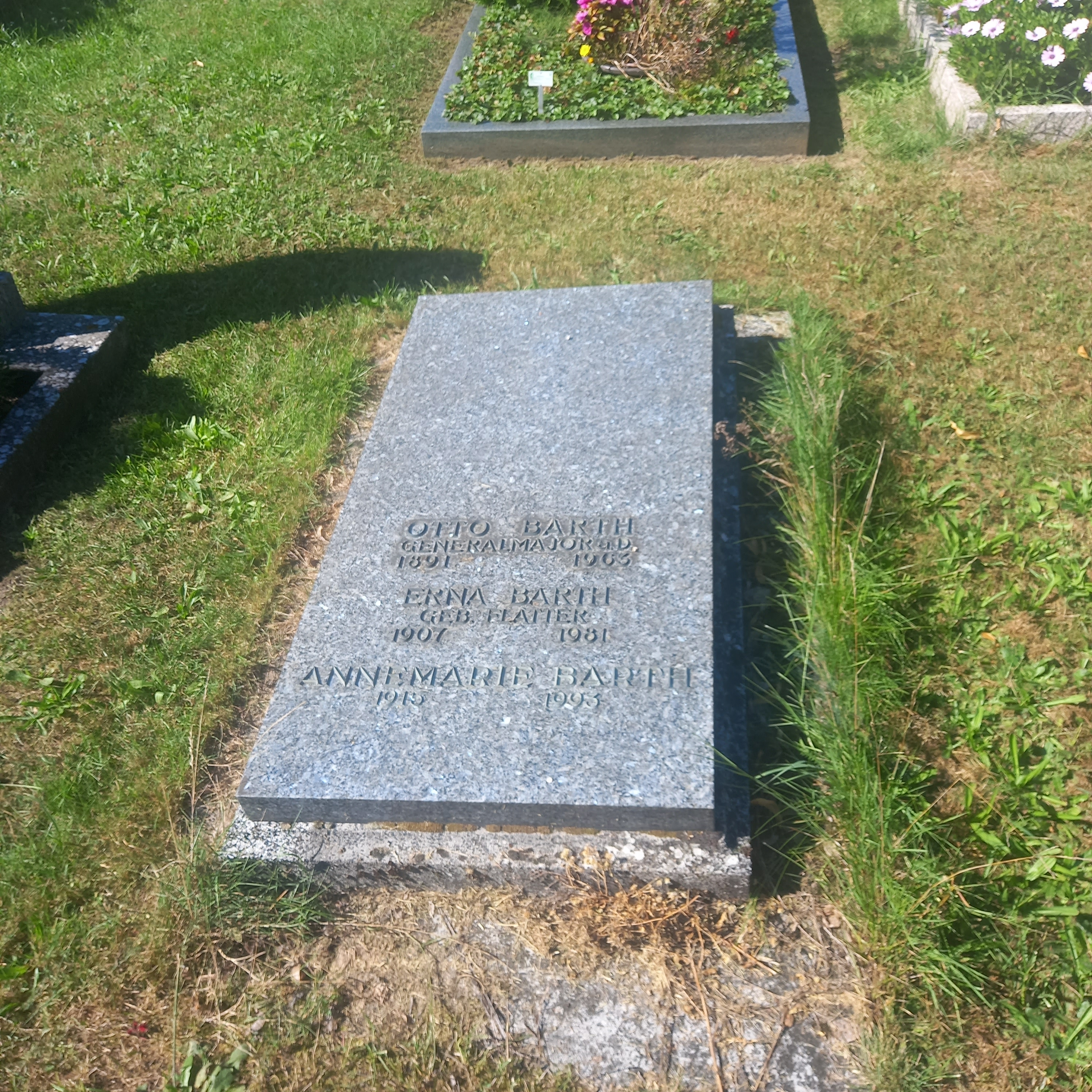
Grab von Otto Barth

Otto Barth (* 18. Juni 1891 in Dresden; † 3. Mai 1963 in Erlangen) war ein deutscher Generalmajor im Zweiten Weltkrieg.

## Leben
Er war der Sohn des Rentners Gustav Emil Barth und trat am 30. März 1911 als Fahnenjunker in das 5. Königlich Sächsische Feldartillerie-Regiment Nr. 64 in Pirna ein, wo er am 9. August 1912 zum Leutnant befördert wurde.
Mit Ausbruch des Ersten Weltkriegs kam Barth als Batterieoffizier mit seinem Regiment an der Westfront zum Einsatz und wurde dort am 16. August 1914 verwundet. Nach Lazarettaufenthalt und Gesundung fungierte er ab 1. Juni 1915 als Ordonnanzoffizier beim Stab seines Stammregiments. Vom 1. Dezember 1915 bis 13. Juni 1916 war er Adjutant der II. Abteilung und anschließend Regimentsadjutant. Am 22. Mai 1917 erfolgte seine Beförderung zum Oberleutnant und als solcher übernahm er am 5. Juli 1917 die 8. Batterie, mit der er an der Schlacht bei Armentières im April 1918 teilnahm. Zeitweise fungierte er zusätzlich von Juni bis Juli als stellvertretender Adjutant des Artillerie-Kommandeurs 32 sowie von August bis November in gleicher Funktion bei der 32. Division.
Nach Kriegsende und Rückführung in die Heimat wurde sein Regiment ab 23. Dezember 1918 in Pirna demobilisiert. Barth selbst wurde am 31. März 1920 verabschiedet und er erhielt kurze Zeit darauf am 20. April 1920 den Charakter als Hauptmann verliehen.
Im Zivilleben war er zunächst vom 1. April 1920 bis 30. September 1922 kaufmännischer Angestellter bei der Porzellanmanufaktur Burgau, dann Angestellter beim Bankhaus Gebrüder Arnhold. Ab 25. Februar 1925 war er kurzzeitig bei der Firma Constantin Seidel & Co. in seiner Heimatstadt beschäftigt, wechselte jedoch bereits zum 1. März 1925 als Bankangestellter und Agentur-Vertreter in die Geschäftsstelle Dresden bei der Hermes Kredit-Versicherungs AG. Nach fast zehnjähriger Zugehörigkeit gab Barth diese Tätigkeit auf, wurde am 1. Februar 1935 zum Probedienst als Ergänzungsoffiziersanwärter einberufen und schließlich am 1. Mai 1935 in den Heeresdienst übernommen. Am 1. September 1936 folgte seine Überführung in den aktiven Dienst und die Verwendung als Batteriechef im Artillerie-Regiment 4. Man beförderte Barth am 1. März 1937 zum Major und ernannte ihn am 1. März 1938 zum Kommandeur der I. Abteilung des Artillerie-Regiments 17.
Über den Beginn des Zweiten Weltkriegs hinaus befehligte Barth die Abteilung weiter, wurde am 1. August 1940 Oberstleutnant und übernahm ab 11. Dezember 1940 das Artillerie-Regiment 117. Dessen erstmaliger Einsatz erfolgte dann beim Angriff auf die Sowjetunion ab 22. Juni 1941. Zwischenzeitlich am 1. Februar 1942 zum Oberst befördert, wurde Barth am 17. Mai 1943 von seinem Posten abgelöst und in die Führerreserve versetzt. Er war dann vom 17. September 1943 bis 13. Juli 1944 Lehrgangsleiter an der Artillerie-Schule I und absolvierte im Anschluss einen Divisionsführer-Lehrgang. Man kommandierte ihn dann am 29. Juli 1944 zur Heeresgruppe Nord und beauftragte ihn am 15. August 1944 mit der Führung der 30. Infanterie-Division, die er schließlich am 9. November 1944 unter gleichzeitiger Beförderung zum Generalmajor als Kommandeur übernahm. Kurz vor Kriegsende erhielt Barth noch das Kommando über die Feld-Division 21 (L), mit der er dann im Kurland-Kessel nach der bedingungslosen Kapitulation der Wehrmacht in sowjetische Kriegsgefangenschaft geriet, aus der er erst am 9. Oktober 1955 entlassen wurde.

## Auszeichnungen
- Eisernes Kreuz (1914) II. und I. Klasse
- Ritterkreuz des Militär-St.-Heinrichs-Ordens[1]
- Spange zum Eisernen Kreuz II. und I. Klasse
- Deutsches Kreuz in Gold am 9. Oktober 1942[2]
- Ritterkreuz des Eisernen Kreuzes am 8. Mai 1943[2]